# Julija Podskal'naja
Julija Vladimirovna Podskal'naja (in russo Юлия Владимировна Подскальная?; Nerechta, 19 aprile 1989) è una pallavolista russa.
Gioca nel ruolo di centrale nella Lokomotiv Kaliningrad.

## Palmarès

### Club
- Campionato svizzero: 1

2015-16
- Coppa di Russia: 2

2014, 2016
- Coppa di Svizzera: 1

2015-16
- Supercoppa russa: 1

2019
- Coppa CEV: 2

2014-15, 2016-17

### Nazionale
- Campionato mondiale under 18 2005